# Вінілон

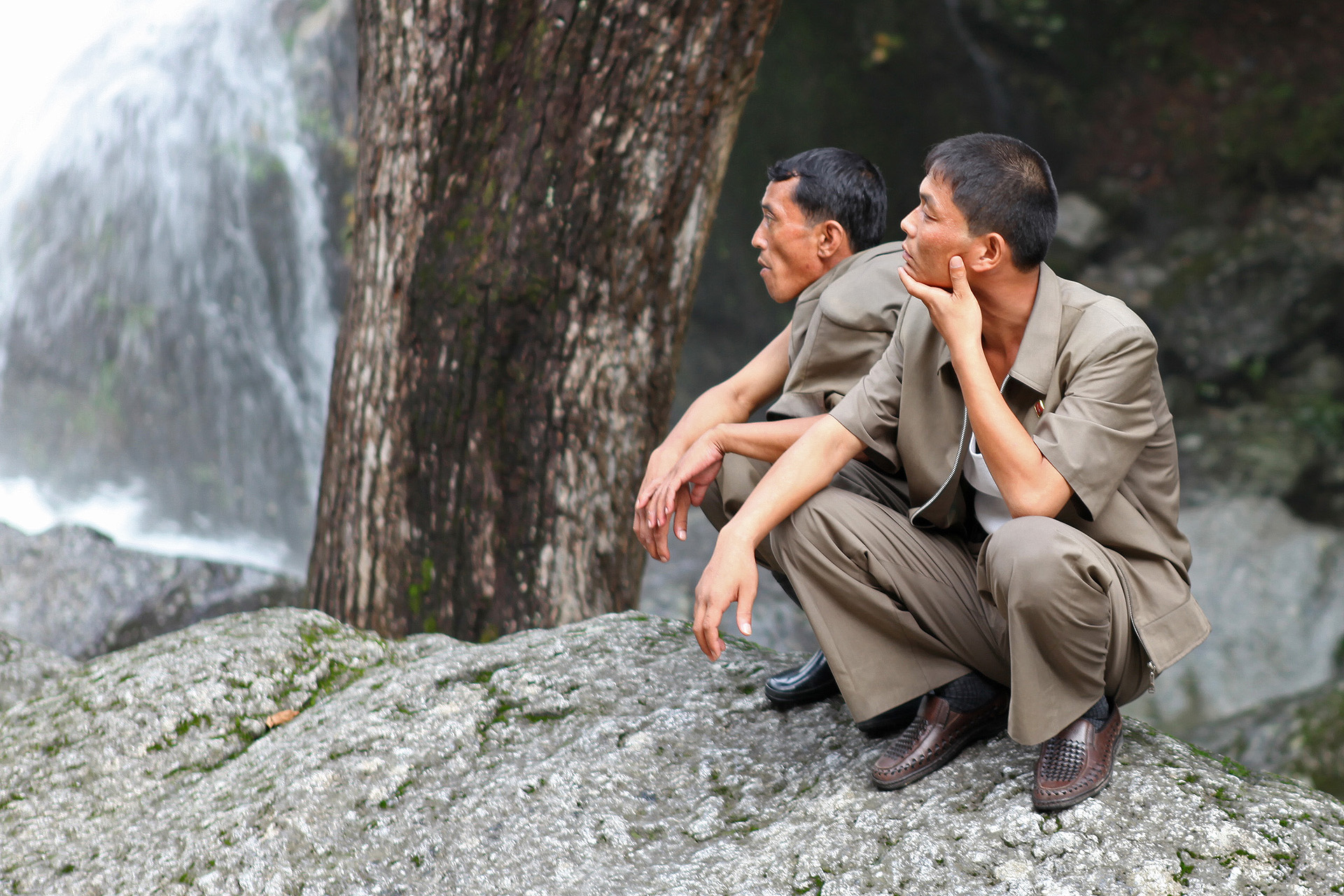
Північні корейці в уніформі з вінілону.

Вінілон, також відомий як Віналон (більш поширений у корейських джерелах), — це синтетичне волокно, яке виготовляється шляхом реакції між волокном полівінілового спирту (ПВС) і формальдегідом. Хімічно це полівінілформаль ( ПВФ ). Вінілон вперше розробили в Японії в 1939 році Рі Сун-гі , Ічіро Сакурада та Х. Кавакамі.  У Північній Кореї Рі Сун-гі винайшов спосіб виробництва полівінілхлориду з місцевого антрациту (чорного вугілля) і вапняку. Пробне виробництво почалося в 1954 році, а в 1961 році в Хамхунг, Північна Корея, було побудовано величезний «Vinylon City».  Широке використання вінілону в Північній Кореї часто наводять як приклад реалізації філософії чучхе, і він відомий як волокно чучхе . 
PVF, у формі без волокна, сам по собі є корисною термопластичною смолою, яку найчастіше використовується для ізоляції електричних дротів. 

## Застосування
Вінілон є національним волокном Північної Кореї та використовується для більшості текстильних виробів, випереджаючи такі волокна, як бавовна чи нейлон, які виробляються в цій країні лише в невеликих кількостях. Крім одягу, вінілон також використовують для взуття, мотузок і ватних ковдр.
Японсько-канадська художниця з текстилю Тошіко МакАдам використовувала вінілон у своїх ранніх роботах, оскільки він був економічнішим, ніж нейлон . 
Шведський бренд для активного відпочинку Fjällräven виготовляє свою популярну лінійку рюкзаків Kånken із версії вінілону під брендом Vinylon F. 

## Властивості
Вінілон стійкий до нагрівання та хімічних речовин, але має кілька недоліків: він жорсткий, має відносно високу вартість виробництва та його важко фарбувати. 

## Виробництво

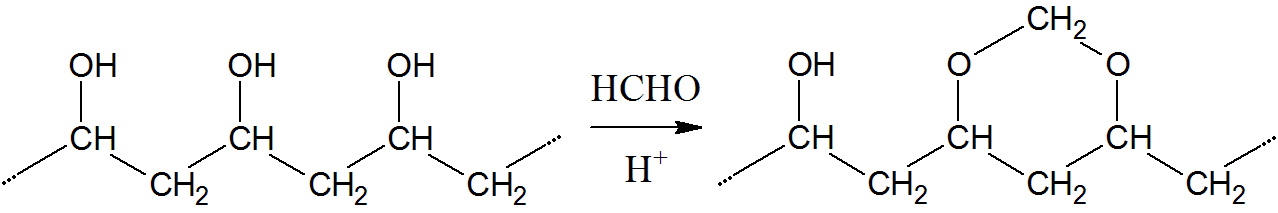
Синтез вінілону, заключний етап

Процес виробництва Ri виглядає так:  
- Вапняк і вугілля змішують для отримання карбіду кальцію .
- Карбід використовується для отримання газоподібного ацетилену .
- Реакція з оцтовою кислотою дає вінілацетат .
- Полімеризація дає полівінілацетат (PVAc).
- Гідроліз PVAc утворює полівініловий спирт (PVOH).
- PVOH розтягують у волокно та прядуть.
- Пряжа PVOH нарешті реагує з формальдегідом, внаслідок чого утворюються вінілон, ланцюжок ацеталів і напівацеталів . [9]

В інших регіонах для виробництва PVOH можуть використовувати альтернативну сировину.

## Історія

### 1939: колоніальне впровадження
У період з 1910 по 1945 рік Корея була японською колонією. Це спричинило економічну й політичну інтеграцію країни з Японською імперією. Таким чином, після початку Другої японо-китайської війни в 1937 році Корея була інтегрована в японську воєнну економіку. Саме під час зусиль Японії, спрямованих на створення більш науково-технічно розвиненої країни для війни, команда дослідників працювала над виготовленням вінілону. 
Перше успішне створення Vinylon здійснила у 1939 році група дослідників Кіотського університету , використовуючи нафту як вихідну сировину.
Пізніше вінілон привіз до Північної Кореї Рі Сун-гі,  один із дослідників команди Кіотського університету, під час північнокорейської кампанії, спрямованої на вербування вчених та інженерів із Південної Кореї в період після звільнення Кореї від Японії в 1945 році. У той час він працював професором Сеульського національного університету .  Під час Корейської війни, коли Сеул був окупований Корейською народною армією, Рі запропонували дослідницьку посаду в Північній Кореї.  Рі Сун-гі погодився й втік на північ.  Він винайшов спосіб виробляти вінілон з вугілля. 

### 1961: Vinylon City, Хуннам
Після звільнення Кореї в 1945 році Північна Корея перебувала під радянською окупацією, тому Радянський Союз надавав допомогу для стабілізації країни. Починаючи з кінця Корейської війни в 1953 році, Радянський Союз, Китай та інші комуністичні країни почали активно надавати зовнішню допомогу Північній Кореї.  Тому економіка Північної Кореї значною мірою залежала від допомоги інших соціалістичних країн.
Однак у 1960-х роках допомога з боку Радянського Союзу зменшилася. Північна Корея вже отримувала допомогу не у вигляді грантів, а позик.  Тому її керівництво вирішило прискорити зусилля зі створення самодостатньої економіки. Це спричинило повну мобілізацію внутрішніх ресурсів.  Починаючи з 1961 року, Північна Корея запустила свій Перший семирічний план економічного розвитку, в основі якого були технологічні інновації, культурна революція, покращення рівня життя, модернізація економіки та підтримка торгівлі й міжнародної економічної співпраці.  У результаті уряд Північної Кореї вирішив розвивати виробництво вінілону й 8 лютого почав будувати Vinylon Complex, який прозвали Vinylon City.

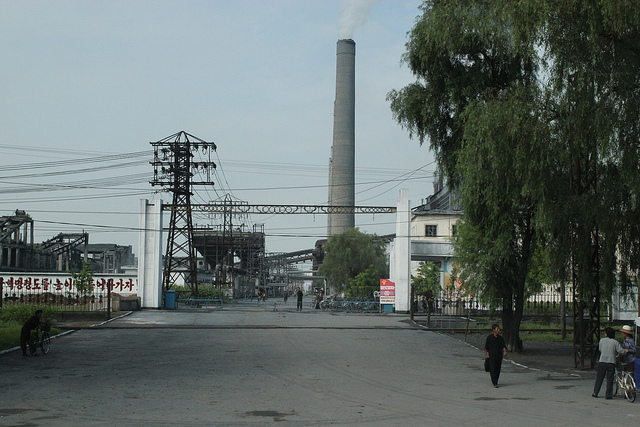
Вхід до заводського комплексу Vinylon 8 лютого в Хуннамі, Північна Корея.

На ранніх етапах історії Північної Кореї уряд під керівництвом Кім Ір Сена та офіційна ідеологія «чучхе» (самозабезпечення) поширювали ідею, що досягти економічної незалежності можна лише з допомогою через важкого машинобудування.  Тому виробництво вінілону сприйняли як крок до перетворення Північної Кореї на сучасну індустріальну державу. З таким закликом до націоналізму уряд Північної Кореї мобілізував своїх громадян для будівництва та підтримки нової вінілонової фабрики під назвою Vinylon City. 
У 1961 році в північно-східному індустріальному місті Хуннам було побудовано фабрику Vinylon City з виробництва вінілону. Будівництво фабрики тривало чотирнадцять місяців, що було досить швидко, враховуючи, що Vinylon City складалася з 50 будівель. Vinylon City мала загальну площу 130 000 м2 , 15 000 виробничих машин, 1700 контейнерних цистерн і 500 км (310 миля) трубопроводів.  Найвищою будівлею у Вінілон-Сіті був цех оцтової кислоти: його висота становила 32, а висота димової труби - 40м.  Прядильний цех, який відповідав за створення та доставку вінілонового волокна, був найбільшою будівлею — 160 м завдовжки і 117 м завширшки; площа приміщення становила 35 000 м2.
Vinylon City стала гордістю Північної Кореї, її рекламували як підприємство, побудоване без іноземної допомоги. Успіх Vinylon City продемонстрував незалежність від Радянського Союзу та Китаю та ніби віддзеркалював ідеологію чучхе . Хоча робітникам доводилося виконувати небезпечні завдання, а деякі зрештою втратили життя заради демонстрації можливостей країни,  вінілон зміцнював ідеологію партії та правління сім’ї Кім . 
Місто починалося з метою виробити достатньо волокна, щоб забезпечити всю країну одягом, взуттям та іншими предметами першої необхідності, і ця мета, здається, була досягнута протягом кількох десятиліть. Волокно, вироблене з Vinylon City, вважалося настільки важливим, що під час щорічного святкування дня народження Кім Ір Сена людям дарували вінілоновий одяг.  Кажуть, що виробництво заводу досягло максимуму 1973 року. Другий комплекс запланували збудувати у 1983 році, але так і не побудували. 

### 1990–2000-ті роки
Північнокорейська економіка сильно постраждала після розпаду Радянського Союзу, кульмінацією якого став північнокорейський голод 1994-1998 років. У 1994 році комплекс змушені були закрити через брак вугілля. 
Після відновлення північнокорейської економіки комплекс залишався закритим до 2010 року. За цей час ринок виналону замінили інші тканини, одні виготовлені всередині країни, інші імпортовані з Китаю. Один перебіжчик сказав, що тільки армія продовжує закуповувати цей матеріал. 

### 2010: повторне відкриття
8 лютого 2010 року Кім Чен Ір відвідав колишній комплекс Vinylon City в Хамхунг, щоб відсвяткувати його повторне відкриття.  Кіма супроводжували високопоставлені чиновники партії, такі як голова президії Верховних народних зборів Кім Йон Нам, міністр оборони Кім Йон Чун і секретарі Трудової партії Кореї Кім Кі Нам і Чой Те Бок. Це був перший задокументований випадок, коли він відвідав масовий промисловий мітинг.  Хоча його присутність і присутність найважливіших членів партії може свідчити про важливість вінілонового комплексу та його роль у здійсненні економічної політики Кім Чен Іра, є докази того, що об’єкт може зіграти певну роль у програмі виробництва ядерної зброї Північної Кореї. Ґрунтуючись на аналізі супутникових знімків, інформації від Ко Чонг Сонга (північнокорейського офіційного представника, який втік) і ряду північнокорейських технічних документів, експерти висловлюють припущення, що завод Hamhung виробляє несиметричний диметилгідразин, ракетне паливо, яке використовують в північнокорейських ракетах великої дальності. 
У своїй новорічній промові на 2017 рік Кім Чен Ин розповів про плани реконструкції Vinylon City. 

## Історичне значення
Хоча вінілон спочатку використовувався для розвитку економіки Північної Кореї як продукт домашнього виробництва, він також переплітався з націоналізмом. У результаті вінілон став міцною частиною національної ідентичності Північної Кореї. 

## Подальше читання
- Li, Sung Gi (1977). Story About Vinalon. Envying No One and Nothing in the World. Pyongyang: Foreign Languages Publishing House. OCLC 891429350.

## Зовнішні посилання
- NKChosun.com
- Fibers-Poly-Vinyl-Alcohol [Архівовано 2012-11-03 у Wayback Machine.]